# Pithecellobium leucosericeum
Pithecellobium leucosericeum är en ärtväxtart som beskrevs av A.R.Molina. Pithecellobium leucosericeum ingår i släktet Pithecellobium och familjen ärtväxter. Inga underarter finns listade i Catalogue of Life.